# Organización territorial de Brunéi

Los cuatro distritos de Brunéi.

El Sultanato de Brunéi está compuesto por cuatro distritos (daerah).
| N.º | Distrito       | Superficie | Capital             |
| --- | -------------- | ---------- | ------------------- |
| 1   | Belait         | 2724 km²   | Kuala Belait        |
| 2   | Brunéi y Muara | 571 km²    | Bandar Seri Begawan |
| 3   | Temburong      | 1304 km²   | Bangar              |
| 4   | Tutong         | 1166 km²   | Pekan Tutong        |

Estos distritos a su vez están subdivididos en provincias (Mukims). En todo el territorio de Brunéi se cuentan 38 provincias.
- Datos: Q3976636
- Multimedia: Subdivisions of Brunei / Q3976636